# W42K
W42K（だぶりゅーよんにーけー）は、京セラによって開発され、auブランドを展開するKDDIおよび沖縄セルラー電話のCDMA 1X WIN（後のau 3G）対応の携帯電話である。

## 特徴
W31K/K IIの流れを汲むコンセプトを持った音声用端末でアナログTVチューナーを搭載し、テレビを視聴できるのが特徴となっている。ただしアナログテレビ放送は、東日本大震災で最も深刻な被害を受けた福島県・宮城県・岩手県の3県を除き2011年7月24日をもって停波したため、2012年1月現在の時点において使用可能なのは先述の3県のみとなっていたがこの3県も同年3月31日までに停波となったので現在は利用する事ができない。なおワンセグには非対応である。
また、本機に内蔵されているFMチューナーは2011年7月25日以降も利用可能であるが、端末自体は800MHz帯の再編の関係により、2012年7月22日をもって旧800MHz（L800MHz）帯によるCDMA 1X WINサービスが終了となったため、それまでの利用となった。
テレビやFMラジオを視聴するときには付属品のイヤホンとリモコン付マイクがチューナー受信用のアンテナとなるため、本体に接続する必要がある。
なお、W42Kは「フレンドリーデザイン」を採用したW31K/K IIを元にしており、その上、使いやすさを重視した機種にもかかわらず「フレンドリーデザイン」は何故か非採用となっている。
2016年12月現在の時点においてアナログテレビ放送の視聴可能なau端末はこの機種が最終機種となっている。
付属のリモコンで、音楽やFMの操作を行うことが出来る。また、リモコンにはマイクが内蔵されており、電話がかかってきてもリモコン内蔵マイクで通話が出来る。
その一方、W33SA IIとW43Tを除く2006年夏WINとしては唯一au ICカードや最大128和音のメロディに対応しておらず、最大64和音である。EZ FeliCa等にも非対応である。

## 沿革
- 2006年5月22日 - KDDI、および京セラより公式発表。
- 2006年6月2日 - 全国にて一斉発売。
- 2006年12月 - 販売終了。

## 対応サービス
- EZテレビ（アナログ）
- au LISTEN MOBILE SERVICE
- EZ「着うたフル」
- EZ「着うた」
- Hello Messenger
- 安心ナビ
- 赤外線通信
- EZアプリ (BREW)
- EZ待ちうた
- EZナビウォーク(声de入力対応)
- EZ助手席ナビ
- EZチャンネル
- EZ・FM
- EZブック
- バーコードリーダー&メーカー(QRコード対応)
- ムービーメール(S/M/L)
- EZムービー(S/M/L/LL/QVGA)

## 電池パックによる不具合・事故
2008年3月28日、KDDI、ならびに沖縄セルラー電話は本端末の電池パックの一部において、電池パック内部に傷や凹みが付くなどの圧力や衝撃が加わった時、その際損傷した絶縁シートが、その後の充電・放電の繰返しで機能低下し、ショートが発生することで、最悪の場合電池パックの発熱や膨張が発生し、発煙や破損に至る可能性があると告知。2008年3月29日現在の稼働台数の21万4349台を対象に、電池パックを無償で交換した。
2008年3月までに、本端末の充電している時、あるいは本端末の使用している時にNECトーキン製造の電池パックが発熱および膨張し、発煙や破裂、発火する事故が13件発生しており、その内の3件が左肩や右太ももを火傷するなど、ケガ人も発生している。2008年3月29日より本端末の全てのユーザーに対し、書面にて通知のうえ順次交換用の電池パックを送付する。なお、使用していた旧電池パックは返信用封筒にて返送する必要がある。
明らかになった不具合などは下記のとおり。 
- 2007年10月19日 - 愛知県にて充電している最中に電池パックが破裂し、床が焦げ、火災認定。
- 2007年11月20日 - 北海道にて女性がジャージのポケットに入れていたところ発火した。その女性は太ももが赤くなる程度の火傷を負う。更に、その女性が着ていたジャージに燃え移った火を消すために足で踏み、足の裏も赤くなった。
- 2007年12月28日 - 大分県にて充電中にメールを打っている最中、電池パックが突然異常発熱を起こした直後に発火した。
- 2008年1月10日 - 青森県にて充電中に電池パックが破裂。左肩に1週間の火傷。床が焦げ火災認定された。
- 2008年1月21日 - 神奈川県にて充電中に電池パックが破裂した直後、発火した。
- 2008年2月8日 - 茨城県にて充電中に電池パックが焼損した。
- 2008年2月13日 - 神奈川県にて付属品の充電用卓上クレードルを用いて充電中に電池パックが破裂した。
- 2008年2月14日 - 愛知県にてEZwebを利用している時に電池パックが破損した。
- 2008年3月9日 - 岩手県にて使用中に電池パックから発煙した。
- 2008年3月7日 - 千葉県にて充電中に電池パックが破裂した。
- 2008年3月17日 - 秋田県にて充電中に電池パックが破裂した。
- 2008年3月18日 - 宮城県にて端末本体が突然異常発熱を起こし、右太腿に火傷を負った。

また、上記のほかにも2008年4月12日には新たに2件の発煙および発熱する事故が発生し、2009年7月には新たに1件の発煙および発熱する事故が発生。更に2011年5月までに新たに2件の電池パックが破裂する事故が発生した。
対象となる23万5452台のユーザーには、既に交換用のバッテリーパックが届けられ、2011年6月7日現在の時点において全体の95.8％にあたる22万5625台のバッテリーパックの交換が進んでいたものの、残りのおよそ10,000台が回収されていなかった。